# 聲優之盾
聲優之盾，是一個對日本動畫或電子遊戲等製作團隊在決策錯誤時請配音員（聲優）道歉的行為的蔑稱。
此詞原指萬代南夢宮遊戲於2010年9月18日偶像大師2遊戲發表會當天以及後續所發生的一系列事件和官方態度。後來泛指在營運公司在發現遭到粉絲們強烈不滿之後，派出作品的聲優進行道歉或是發布內容來試圖緩和粉絲們的情緒。

## 案例

### 偶像大師
為2010年9月18日的東京電玩展，萬代南夢宮遊戲於會場中公布《偶像大師2》時發生的一系列騷動。在各種輿論和粉絲抗議之下，官方後續的發表聲明只簡單說「請不要誹謗努力詮釋角色的聲優」推卸責任而引發更多不滿，連帶影響到了該遊戲片的銷售成績。

### 心連·情結
2012年6月24日，輕小說改編的動畫《心連·情結》舉辦先行上映會前，進行了一場在日本演藝圈中相當流行的整人計畫。市來光弘接到官方告知自己被選為電視動畫原創角色的配音聲優，並於當天和其他主要聲優一同出席舞台活動。在活動進行到介紹配音聲優環節時發現這個角色是虛構的，一切都是唱片公司KING RECORDS為了增加人氣而進行整人活動。當下並要推他改當「宣傳部長」，被整的市來光弘只能在台上苦笑。

### 動物朋友
2017年1月開始，電視動畫《動物朋友》在日本各電視台播出。被視為最大功臣的核心人物達紀監督在動畫第二期即將上映前，在9月25日於個人推特上公告「事發突然，離開了《動物朋友》動畫事務，大概是角川的指示吧，對不起，我也感到遺憾。」的推文，被告知調離《動物朋友》第二季的電視動畫製作組。在造成大量粉絲們的不滿和憤怒，以及在營運公司日本角川集團以及動畫製作委員會提油救火的公告過後，引發的一系列事件。9月27日晚上於niconico網站進行的放送時，在開頭就讓負責替角色之一的浣熊配音的聲優「小野早稀」因這次事件造成的相關影響向觀眾們謝罪，使得更多人更加不滿官方推卸責任的態度。

### 絆愛
2019年6月起，因絆愛的配音疑似有被替換的情況而引發爭議；8月16日，初始配音的絆愛開緊急LIVE配信表示她不會消失並要大家放心。2020年4月24日，絆愛系列的企劃移至新成立的「Kizuna AI株式會社」，爭議才宣告結束。